# Liège-Bastogne-Liège 1984
La 70e édition de Liège-Bastogne-Liège a eu lieu le 15 avril 1984 et a été remportée par l'Irlandais Sean Kelly.

## Résumé de la course
Un groupe de 9 coureurs rejoint le boulevard de la Sauvenière. Parmi ce groupe, figurent quelques pointures du cyclisme mondial comme le champion du monde américain Greg LeMond, les Néerlandais Joop Zoetemelk et Steven Rooks, vainqueur de l'édition précédente, l'Australien Phil Anderson, le Belge Claude Criquielion ou le Français Laurent Fignon qui tente, à deux reprises dans les derniers hectomètres, de fausser compagnie à ses compagnons d'échappée mais en vain. Le sprint est logiquement remporté par Sean Kelly devançant Phil Anderson.
Sur les 193 cyclistes qui ont pris le départ, 155 terminent la course.

## Classement
| n° | Coureur            | Équipe         | Temps           |
| -- | ------------------ | -------------- | --------------- |
| 1  | Sean Kelly         | Skil-Sem       | 6 h 47 min 31 s |
| 2  | Phil Anderson      | Panasonic      | m.t.            |
| 3  | Greg LeMond        | Renault-Elf    | m.t.            |
| 4  | Steven Rooks       | Panasonic      | m.t.            |
| 5  | Acácio da Silva    | Malvor         | m.t.            |
| 6  | Marc Madiot        | Renault-Elf    | m.t.            |
| 7  | Claude Criquielion | Splendor       | à 3 s           |
| 8  | Laurent Fignon     | Renault-Elf    | m.t.            |
| 9  | Joop Zoetemelk     | Kwantum Hallen | m.t.            |
| 10 | Pascal Jules       | Renault-Elf    | à 1 min 42 s    |